# Anisoperas catops
Anisoperas catops är en fjärilsart som beskrevs av Druce 1898. Anisoperas catops ingår i släktet Anisoperas och familjen mätare. Inga underarter finns listade i Catalogue of Life.